# Inner City Records
Inner City Records ist ein 1976 von Irv Kratka und dem Produzenten Eric Kriss gegründetes Jazz-Label mit heutigem Sitz in Elmsford (New York), das bis 1985 aktiv war. Es ist Teil der in den 1950er Jahren gegründeten Music Minus One Records von Kratka.
1980 gewann das Label zusammen mit ECM den Down Beat Kritiker-Poll für Jazz-Plattenfirmen. 
Verbunden ist das Schwesterlabel Classic Jazz, das auch ältere europäische Jazzaufnahmen neu herausbringt, ebenso wie die Schwesterlabel Aural Explorer und Guitar World.
Erste Aufnahmen erschienen 1976. Zu den Künstlern des Labels gehören David Friedman, Oliver Nelson, Pepper Adams, das Art Ensemble of Chicago, Don Cherry, Johnny Griffin, Jackie McLean, Anthony Braxton, Lee Konitz, Phil Woods, Archie Shepp, Chet Baker, Gato Barbieri, Charlie Mariano, Cecil Taylor, Susannah McCorkle, Abbey Lincoln, Gil Evans, Sun Ra, Lew Tabackin und Toshiko Akiyoshi, Jean-Luc Ponty und Stéphane Grappelli, Andrew Hill, Chet Baker, Zoot Sims, Johnny Hodges, Michal Urbaniak und Urszula Dudziak, Lennie Tristano, Stan Getz, Jeff Lorber, Art Farmer, Django Reinhardt, André Ceccarelli, Junior Mance, Cecil McBee, Sir Roland Hanna und das New York Jazz Quartet, Dexter Gordon, Milt Jackson, Jonah Jones, Eddie Jefferson, David Friesen, Nat Adderley, Paul Bley, Clifford Brown, Elmo Hope, Mel Martin, Toots Thielemans, Ted Curson, Jimmy Smith, Monica Zetterlund, Ann Burton, Al Haig, Earl Hines, Cat Anderson, Cam Newton, Judy Roberts.
Das Label brachte für den nordamerikanischen Markt auch Lizenzaufnahmen von Enja und anderen europäischen Labels heraus, etwa von Tete Montoliu (Catalonian Fire, als Lizenz der dänischen SteepleChase Records), von Attila Zoller oder von Phil Woods.